# Verity
Verity es una variedad cultivar de ciruelo (Prunus domestica), de las denominadas ciruelas europeas.
Una variedad de ciruela criada en 1931 en la « "Horticultural Research Institute of Ontario" », Vineland Station, Canadá.
Las frutas de tamaño grande de forma ovalada alargada, ligeramente asimétrica, tienen piel color rojo púrpura a violeta azulado con algunas lenticelas de color marrón amarillento, y pulpa de color amarillo claro es de textura firme y muy jugosa, dulce con poco sabor. Tolera las zonas de rusticidad según el departamento USDA, de nivel 5 a 8.

## Historia
'Verity' variedad de ciruela europea que fue obtenida en 1931 en la « "Horticultural Research Institute of Ontario" », Vineland Station, Canadá. Fue introducida en los circuitos comerciales en 1967.
'Verity' está cultivada en diversos bancos de germoplasma de cultivos vivos, tales como en National Fruit Collection (Colección Nacional de Fruta) de Reino Unido con el número de accesión: 1969-045 y Nombre Accesión : Verity.

## Características
'Verity' árbol de porte erguido, abierto y de gran vigor que es algo resistente al cancro bacteriano. Verity es productivo y saludable, y algo resistente al cancro bacteriano. No es autofértil y deberá combinarse con un polinizador. Entre los socios compatibles se encuentran 'Stanley', 'Valor' y 'Victory'. Flor blanca, que tiene un tiempo de floración que comienza a partir del 14 de abril con el 10% de floración, para el 20 de abril tiene una floración completa (80%), y para el 26 de abril tiene un 90% de caída de pétalos.
'Verity' tiene una talla de tamaño grande de forma ovalada alargada, ligeramente asimétrica, con peso promedio de 60.90 g;epidermis tiene una piel color rojo púrpura a violeta azulado con algunas lenticelas de color marrón amarillento en la cáscara, recubierta de abundante pruina, fina, azulada; sutura con línea poco visible, de color algo más oscuro que el fruto. Situada en una depresión muy suave, algo más acentuada junto a cavidad peduncular; pedúnculo de longitud mediano, fuerte, con una longitud promedio de 21.48 mm; pulpa de color amarillo verdoso es de textura firme y muy jugosa, dulces de poco sabor.
Hueso adherente a semi adherente, grande, alargado, asimétrico, con el surco dorsal muy ancho y profundo, los laterales más superficiales, zona ventral poco sobresaliente, superficie rugosa.
Su tiempo de recogida de cosecha se inicia en su maduración a mediados de septiembre. La producción se produce con regularidad.

## Usos
Se usa comúnmente como postre fresco de mesa buena ciruela de postre de fines de verano.
También se usa por su alto contenido de azúcar lo convierte en una excelente opción para enlatar y secar.